# Saucisse de Bra

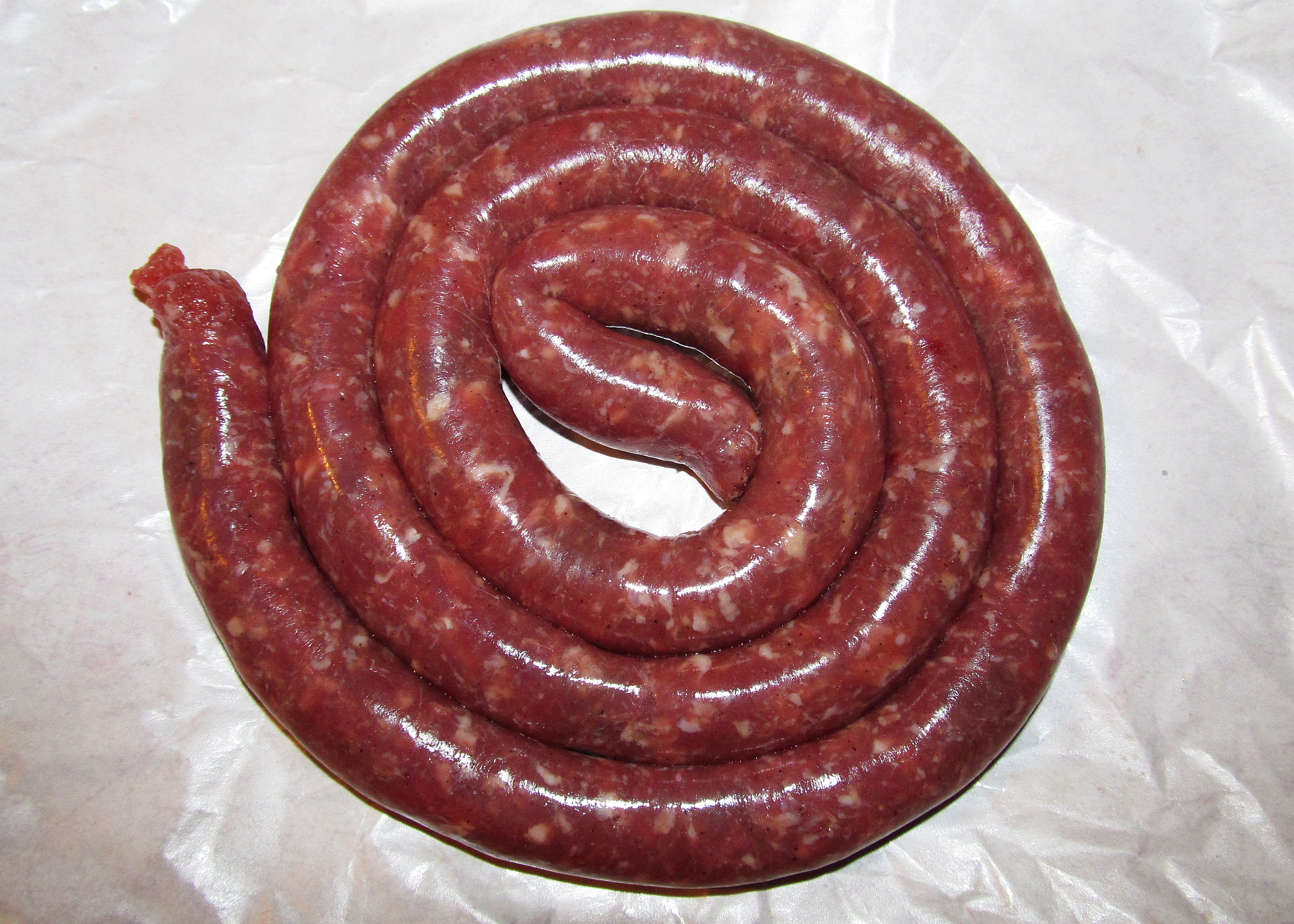
Saucisse de Bra.

La saucisse de Bra (en italien : salsiccia di Bra, en piémontais : sautissa ëd Bra) est une charcuterie produite à Bra et dans les localités avoisinantes, dans le Piémont, en Italie. Elle est reconnue comme produit agroalimentaire traditionnel italien. Cette saucisse est à base de viande maigre de bœuf et de graisse de porc.